# Lametilidae
Famille
Genres de rang inférieur
- Lametila
- Prelametila

Synonymes
- Phaseolidae Scarlato & Starobogatov in Nevesskaja et al., 1971 (préféré par BioLib[1] et NCBI[2])

Les Lametilidae sont une famille de mollusques bivalves.

## Liste des sous-familles et genres
Selon BioLib (11 décembre 2018) :
- sous-famille des Phaseolinae Scarlato & Starobogatov in Nevesskaja et al., 1971
  - genre Lametila Allen & Sanders, 1973
  - genre Phaseolus Monterosato, 1875
  - genre Prelametila Allen & Sanders, 1973
- sous-famille des Siliculinae J. A. Allen & Sanders, 1973
  - genre Silicula Jeffreys, 1879

Selon Catalogue of Life (11 décembre 2018), Paleobiology Database (11 décembre 2018) et World Register of Marine Species (11 décembre 2018) :
- genre Lametila Allen & Sanders, 1973
- genre Prelametila Allen & Sanders, 1973

Selon ITIS (11 décembre 2018) :
- genre Lametila
- genre Phaseolus Monterosato, 1875